# Eschweilera collina
Eschweilera collina är en tvåhjärtbladig växtart som beskrevs av Pierre Joseph Eyma. Eschweilera collina ingår i släktet Eschweilera och familjen Lecythidaceae. Inga underarter finns listade i Catalogue of Life.